# 阮平 (越南中将)
阮平（1908年7月30日—1951年9月29日），原名阮方草，興安省安美縣人。越南人民軍第一個被授予中將的軍事指揮員。

## 生平
出身貧寒。在西貢的洗衣店、碼頭做過苦力。1928年加入越南國民黨黨員。1930年被法國殖民當局羈押在昆侖群島當苦役犯。1934年10月12日被釋放。1945年日本投降後越盟發動八月革命，被胡志明派遣到交趾支那開辟抗法根據地。1945年11月抵達南越，整合各種社會勢力的抗法隊伍，與法國太平洋戰區司令菲利普·勒克萊爾上將指揮的殖民軍作戰。1945年12月，阮平出任第七戰區（南部東區，包括了西貢）司令員。1946年3月，南越的法軍精銳都被調到北越作戰，阮平指揮的遊擊隊活動興盛起來。1946年6月阮平加入印度支那共產黨。隨後幾年，在西貢制造了很多城市遊擊戰。
1947年初，高台教与和好教离开了抗法统一战线，投靠了法国殖民当局，导致越盟武装与这两个宗教的军队的内战。1947年阮平指挥杀掉了和好教的创教人黄富楚。1948年，平川派领导人黎文遠也叛离抗法阵营，法国殖民当局把西贡的警察及维持秩序的权力交给平川部队。1948年1月25日，越南民主共和国授予阮平（唯一的）中将军衔，成为仅次于武元甲大将的军中第二人。
1949年，越盟准备发动“总反攻”。胡志明任命阮平为南方武装力量总司令。阮平开始组建正规化部队，先是组建了一批营建制的部队，再组建了团级部队。1949年至1950年，阮平发动了在整个南方袭击法军据点的战斗，显示了南方共产党不仅能打城市游击战，也能打正规战，即便没有北越所获得的中国军队的后卫保障与后勤支援。
当时，法国记者的报道中阮平是“残酷的、不屈不挠的、无情的、威权的”。在当时的抗战革命运动中也从未被描述为一个英雄。并且是南方众多反对越南民主共和国的宗教信徒的凶恶敌人。
1951年，越盟把阮平調回北方述職、培訓。1951年9月通過柬埔寨東北部上丁省西山縣Srê Dốc村時，遭到Jacques Hogard上校指揮的柬埔寨獵兵第四營伏擊陣亡。2000年，柬埔寨政府向越南移交了阮平的遺體遺物。

## 纪念
2018年7月28日上午，兴安省省委、人民议会、人民委员会、祖国阵线委员会举行阮平中将诞辰110周年纪念典礼暨阮平中将纪念馆竣工仪式。越共中央政治局委员、公安部长苏林上将，原越共中央政治局委员、原越南人民军总政治局主任范青银上将，越共中央委员、兴安省省委书记杜进士，越共中央委员、边防部队司令黄春战中将，兴安省人委会主席阮文放，第三军区副司令杜方舜少将，《人民军队报》副总编辑何孟祥大校出席活动。阮平中将纪念馆工程于2018年2月动工兴建，占地面积为1794平方米，由纪念馆、房客、管理室、三关门等项目组成。 
追授人民武装力量英雄称号。